# 河津裕昭
河津 裕昭（かわづ ひろあき、1966年8月6日 - ）は、川崎競馬場所属の調教師（元騎手）。

## 人物
1966年8月6日、神奈川県出身。河津家は三代（祖父：河津晴一、父：河津政明、本人）に亘る競馬一家であり、三代とも川崎競馬場を主戦場に活動している。
1984年4月15日、川崎競馬場所属騎手としてデビュー。以後2001年まで現役騎手として活動。その間には1990年の第10回ジャパンカップ（東京競馬場）でイブンベイに騎乗、また1993年に行われた第2回ヤングジョッキーズワールドチャンピオンシップに出場している。
2001年9月23日、大井競馬場でのペルセウス賞にてジュリオシーザーに騎乗（7着）したのを最後に騎手を引退し、調教師に転身。自身の厩舎開業前には日本中央競馬会・美浦トレーニングセンターの根本康広厩舎で研修するなど準備を重ねる。
2002年6月19日、鬼澤裕充厩舎から転厩したアンジュを大井競馬場での東京プリンセス賞に出走させたのが調教師デビュー戦（9着）であった。調教師初勝利は同年7月26日、川崎競馬場でのサラブレッド一般競走（C2四 五）で石崎隆之が騎乗したメリーラヴ、2009年7月19日のせきれい賞（盛岡競馬場）にて、コスモヴァシュラン（町田直希騎乗）が1着となったのが重賞初勝利である。
マイネルの冠で知られる岡田繁幸とは父の代からつながりがあり、厩舎開業当初からビッグレッドファーム関連の馬を管理している。その内の1頭であるプレイアンドリアルが2014年1月19日の京成杯（GIII、中山競馬場）で優勝し、騎手時代に1勝も出来なかった中央競馬で調教師として重賞制覇を果たした。

## 成績

### 騎手成績
- 5,578戦671勝

### 調教師成績
- 2,789戦244勝

中央41戦1勝

## 主な騎乗馬
- トモエリージェント

## 主な管理馬
- コスモヴァシュラン（せきれい賞2勝、岩手県知事杯OROカップ）
- ポシビリテ（クラウンカップ）
- コスモワイルド（オパールカップ）
- プレイアンドリアル（京成杯）
- ウインバローラス（クラウンカップ）
- トラスト（2016年札幌2歳ステークス）
- ウン（2022年オパールカップ）